# 哈林老師好
《哈林老師好》（Hello Harlem）是緯來綜合台談話性節目，映畫傳播製作，庾澄慶主持，與世界各國不同國家、不同種族的人進行談話。《哈林老師好》節目是每個星期一至每個星期四的晚間九點（台灣時間）播出，而每個星期五的晚間九點（台灣時間）所播放的是重播。

## 節目命名由來
據庾澄慶表示，節目名稱命名為《哈林老師好》，主要是因為節目名稱在討論時，有人爆粗口，因此節目名稱則為《哈林老師好》。

## 節目各集內容
| 播放日期      | 集數 | 主題                                        |
| 2009年6月22日 | 1    | 不是老外就能紅 哈林老師30秒入學生死鬥       |
| 2009年6月23日 | 2    | 當老外遇上波麗士大人 警察伯伯對不起！！     |
| 2009年6月24日 | 3    | 老外國語歌唱大賽 他們怎麼這麼會唱           |
| 2009年6月25日 | 4    | 哈林老外百塊富翁 誰比較愛台灣               |
| 2009年6月26日 | 5    | 家鄉菜料理大賽 老外非推薦不可的美食         |
| 2009年6月29日 | 6    | 國外嘉年華真的比台灣好玩嗎？ 老外真的玩很大 |
| 2009年6月30日 | 7    | 老外國語歌唱大賽 誰最有台灣味？             |

| 播放日期      | 集數 | 主題                                |
| 2009年7月1日  | 8    | 哈林百塊富翁 誰是最後大嬴家         |
| 2009年7月2日  | 9    | 哈林外籍夜總會 老外台灣夜生活大公開 |
| 2009年7月3日  | 10   | 老外PK台灣小神童 資優小學生來踢館   |
| 2009年7月6日  | 11   | 哈林美味廚房 老外能煮出台灣味嗎？   |
| 2009年7月7日  | 12   | 老外的天兵日記 台灣軍人VS外籍傭兵   |
| 2009年7月8日  | 13   | 哈林海灘派對 老外就是比較敢露       |
| 2009年7月9日  | 14   | 老外的台灣正妹真的不一樣            |
| 2009年7月10日 | 15   | 今天老外帶你逛夜市 台灣夜市什麼都有 |
| 2009年7月13日 | 16   | 老外你幹麼來跟我搶工作              |
| 2009年7月14日 | 17   | 老外蠢事！都是喝酒後才做的！        |
| 2009年7月15日 | 18   | 老外有比台灣人聰明嗎？              |
| 2009年7月16日 | 19   | 老外上菜！五星級料理吃透透          |
| 2009年7月17日 | 20   | 讓我們結連理吧！                    |
| 2009年7月20日 | 21   | 老外你能拿走十萬元獎金              |
| 2009年7月21日 | 22   | 台灣人追不到的外國正妹！            |
| 2009年7月22日 | 23   | 老外救救我的菜英文                  |
| 2009年7月23日 | 24   | 老外上菜！五星大廚也愛吃！          |
| 2009年7月24日 | 25   | 老外來台都去哪裡玩？                |
| 2009年7月27日 | 26   | 運匠！你要載老外去哪裡？            |
| 2009年7月28日 | 27   | 國外大學真的比較好玩嗎？            |
| 2009年7月29日 | 28   | 老外有比明星還聰明嗎？              |
| 2009年7月30日 | 29   | 明星與老外的美味廚房                |

| 播放日期      | 集數 | 主題                                  |
| 2009年8月3日  | 30   | 台灣是我的第二個家嗎？                |
| 2009年8月4日  | 31   | 老外中式才藝大對決 外國人看不懂的表演 |
| 2009年8月5日  | 32   | 台灣人的錢 真的那麼好賺嗎？           |
| 2009年8月6日  | 33   | 今天台灣美眉要嫁給外國郎              |
| 2009年8月10日 | 34   | 房子租給老外好不好！                  |
| 2009年8月11日 | 35   | 出國留學有比你厲害嗎？                |
| 2009年8月12日 | 36   | 台灣賭場開張？老外也愛賭一把！        |
| 2009年8月13日 | 37   | 餐廳搞花招 老外特別愛                 |
| 2009年8月17日 | 38   | 老外講台語你聽得懂嗎？                |
| 2009年8月19日 | 39   | SOS！老外生病該怎麼辦？               |
| 2009年8月20日 | 40   | 台灣怪行業 老外開眼界                 |

## 外部連結
- 緯來綜合台《哈林老師好》官方網站（页面存档备份，存于）

| 緯來綜合台 星期一至五21:00~22:00                | 緯來綜合台 星期一至五21:00~22:00 | 緯來綜合台 星期一至五21:00~22:00 |
| ----------------------------------------------- | -------------------------------- | -------------------------------- |
|                                                 | 哈林老師好                       |                                  |
| 咖啡王子1號店 （2009年5月21日 - 2009年6月19日） | 打擊出去 （2009年11月2日 - ）    |                                  |